# Fanny Babou
Fanny Babou (ur. 26 marca 1989 w Perpignan) – francuska pływaczka, specjalizująca się głównie w stylu klasycznym.
Brązowa medalistka mistrzostw Europy na krótkim basenie z Chartres (2012) w sztafecie 4 x 50 m stylem zmiennym.
Uczestniczka igrzysk olimpijskich w Londynie na 100 m żabką (32. miejsce) oraz w sztafecie 4 x 100 m stylem zmiennym.